# Synanthedon orientalis
Synanthedon orientalis is een vlinder uit de familie wespvlinders (Sesiidae), onderfamilie Sesiinae.
Synanthedon orientalis is voor het eerst wetenschappelijk beschreven door Heppner & Duckworth in 1981. De soort komt voor in het Oriëntaals gebied.